# Macroramphosus gracilis
El trompetero flaco (Macroramphosus gracilis) es un pez del género Macroramphosus. Se encuentra en océanos tropicales de todo el mundo a profundidades de entre 50 y 500m (160 a 1,640 pies). Su longitud es de hasta 15 cm (5,9 pulgadas).